# オハイオ (クロスビー、スティルス、ナッシュ&ヤングの曲)
「オハイオ」(Ohio) は、クロスビー、スティルス、ナッシュ&ヤングが1970年に発表した楽曲。
同年5月4日のケント州立大学銃撃事件を取り上げ、ニール・ヤングが作詞作曲した。同年6月、スティーヴン・スティルスの「自由の値 (Find the Cost of Freedom) 」をB面に、シングル盤として発売された。同年8月8日付のビルボード・Hot 100で14位を記録した。「オハイオ」のライブ演奏は、CSN&Yの1971年の2枚組アルバム『4ウェイ・ストリート』に収められたが、シングル盤に収録されたスタジオ録音は、1974年のコンピレーション・アルバム『ソー・ファー - 華麗なる栄光の道』まで、アルバムには収録されなかった。この曲は、1977年に発売されたニール・ヤングのコンピレーション・アルバム『ディケイド：輝ける10年 (Decade)』や、2004年のベスト・アルバム『グレイテスト・ヒッツ (Greatest Hits)』にも収められた。
この曲はまた、1971年に録音されたものの2007年まで発売されなかった、ニール・ヤングの『Live at Massey Hall 1971』でも取り上げられている。
この歌は、2004年12月に発表された『ローリング・ストーン』誌の「史上最も偉大な歌」において395位とされた。

## 録音
ニール・ヤングは、『ライフ』誌に掲載されたこの事件の報道写真を見て、歌詞を書いた。CSN&Yがロサンゼルスのレコード・プラント・スタジオに入った夜には、この曲は既にリハーサルが済んでおり、4人は新たに加わったリズム・セクション担当のカルヴィン・サミュエルズ (Calvin Samuels) とジョニー・バーバータとともに、わずか数テイクでこの曲を完成させた。同じセッションの中で彼らは、シングル盤のB面に収められた、この曲と同じように直接的な内容の、戦死者に捧げられたスティーヴン・スティルスによる頌歌「自由の値」の録音も行なった。
レコードは、4人がマスタリングに参加し、アトランティック・レコードから急遽リリースされ、わずか数週間後にはラジオで流されるようになった。この時点でCSN&Yは、ヒット曲となっていた「ティーチ・ユア・チルドレン」がまだチャートに留まっていた。後に、アルバム『ディケイド：輝ける10年』のライナーノーツで、この曲についてヤングは、ケント州立大学の事件は「おそらく、アメリカの教育の場において学ばれた、最も大きな教訓であった」と述べ、「デヴィッド・クロスビーは、私たちがこのテイクを録り終えたとき、声を上げて泣き出した」と記した。実際、録音の中でもクロスビーが慟哭する様子は「Four, why? Why did they die?」や「How many more?」がフェードアウトしていくところで聞き取れる。
『グレイテスト・ヒッツ』の解説によれば、この録音は、1970年5月21日に、ハリウッドのレコード・プラント・スタジオ3において、ビル・ハルヴァーソン (Bill Halverson) によって行なわれたという。

## カバー
- アイズレー・ブラザーズ - 1971年のアルバム『Givin' It Back』にジミ・ヘンドリックスの「マシン・ガン」とのメドレーで収録。
- ガロ - 1971年8月開催の「第3回全日本フォークジャンボリー」にて演奏。1989年発売のコンピレーション・アルバム『J-ROCK EARLY DAYS STRONG SELECTION』に収録。
- モット・ザ・フープル - 1998年のコンピレーション・アルバム『All The Young Dudes - The Anthology』に収録。ライブ音源[8]。
- ディーヴォ - 2002年のコンピレーション・アルバム『When Pigs Fly』に収録。
- ザ・ダンディ・ウォーホルズ - 2004年のアルバム『Come on Feel the Dandy Warhols』に収録。
- ノルウェン・ルロワ - 2014年のアルバム『Ô Tour de l'eau』に収録。
- アイダ・サンド - 2015年のアルバム『Young at Heart』に収録。
- ブラックフット - 2016年のアルバム『Southern Native』に収録。